# ベルエポックによろしく
「ベルエポックによろしく」（ベルエポックによろしく）は、1986年6月19日にリリースされた田原俊彦の26作目のシングル。

## 背景
1980年にリリースしたデビューシングル「哀愁でいと」から7年目を迎えた本作は「7周年記念シングル」として発売された。

## 音楽性
表題曲の歌詞には、プレスリー、ビル・ヘイリー、プラターズ、ビンセントといった1950年代中期を彩ったミュージシャンが登場し、同時期のファッションや流行文化も色濃く織り込まれている。

## リリース
1986年6月19日に、キャニオン・レコードのNAVレーベルから7インチレコードとして発売された。
オリジナル・アルバム『男…痛い』、ベスト・アルバム『田原俊彦A面コレクション』『田原俊彦B面コレクション』、ビデオ『田原俊彦 7 Years' Memory』との同時発売で、これら一連のリリースプロジェクトは「THE 7th ANNIVERSARY TOSHIHIKO TAHARA 7本目のバラを送ります。」と銘打たれた。

## ディスクジャケット
アートワークは、前作「Hardにやさしく」に引き続きハードペーパースリーブ仕様となっている。

## テレビ番組での披露
テレビ番組では、足の部分が半球状となった独自のマイクスタンドを使用。起き上がり小法師の要領で、倒しては起き上がるマイクを使ったアクションを歌唱中に披露した。

## 収録曲
| 全作詞: 阿久悠。 |                                          |        |          |          |
| #                | タイトル                                 | 作詞   | 作曲     | 編曲     |
| 1.               | 「ベルエポックによろしく －WHAT'S 55－」 | 阿久悠 | 宇崎竜童 | 大村憲司 |
| 2.               | 「ハートブレイク オン ステージ」         | 阿久悠 | 林哲司   | 大村雅朗 |